# Świadkowie Jehowy w Kirgistanie
Świadkowie Jehowy w Kirgistanie – społeczność wyznaniowa w Kirgistanie, należąca do ogólnoświatowej wspólnoty Świadków Jehowy. W 2023 roku społeczność ta liczyła 5167 głosicieli, należących do 86 zborów. W 2023 roku na dorocznej uroczystości Wieczerzy Pańskiej zgromadziło się 10 146 osób. Działalność miejscowych głosicieli koordynuje Biuro Oddziału w Biszkeku.

## Historia

### Początki
Do rozpoczęcia działalności Świadków Jehowy na terenie obecnego Kirgistanu przyczyniły się zsyłki na Syberię głosicieli z zachodniej części ZSRR, zachowujących neutralność w sprawach politycznych, przeprowadzane od 1940 roku. W obozach i łagrach współwyznawcami zostawali współwięźniowie uwięzieni z różnych przyczyn, pochodzący z wielu Radzieckich Republik. Po odbyciu kary wracali oni w rodzinne strony, przynosząc ze sobą wierzenia Świadków Jehowy. W wielu republikach osiedlali się również Świadkowie Jehowy, którzy po odbyciu kary nie mogli powrócić w rodzinne strony.
Świadkowie Jehowy rozpoczęli działalność na terenie Kirgiskiej Socjalistycznej Republiki Radzieckiej w roku 1956. Pierwszym głosicielem, który prowadził działalność kaznodziejską, był Emil Dawidowicz Jancen, urodzony w 1919 roku w Tałas w Kirgistanie. Przyjął on wierzenia Świadków Jehowy w latach 40. XX wieku, a ochrzczony został w trakcie osadzenia w łagrze. Po uwolnieniu w roku 1956 osiedlił się w pobliżu Sokułuku i podjął działalność kaznodziejską w obwodzie tałaskim. Dwa lata później do Sokołuku sprowadziło się kilka rodzin Świadków Jehowy z miejscowości Nazarowo w Kraju Krasnojarskim w Rosji, dzięki czemu utworzono pierwszy na terenie obecnego Kirgistanu zbór, złożony z osób narodowości niemieckiej i ukraińskiej.
Rok później do Sokołuku przeprowadził się Wiktor Winter, który był dwukrotnie skazany na trzy lata więzienia za odmowę pełnienia służby wojskowej, a później spędził jeszcze dziesięć lat w więzieniu i pięć lat na zesłaniu. W roku 1960 zaczęto urządzać chrzty rodowitych Kirgizów przyjmujących wierzenia Świadków Jehowy. Do roku 1961 zebrania religijne odbywały się już w Biszkeku, Kancie, Tokmoku, Sokołuku i Dżalalabadzie, a w roku 1963 na terenie obecnego Kirgistanu działalność kaznodziejską prowadziło już około 160 Świadków Jehowy, w tym również pochodzący z Niemiec, Ukrainy i Rosji. Jednym z nich był osiadły w roku 1961 w Kancie Eduard Warter ochrzczony w 1924 roku na Litwie, w latach 40. więzień nazistowskich obozów koncentracyjnych, zesłany później przez władze radzieckie na Syberię.
W latach 60. XX wieku w Biszkeku działał już duży zbór. W tym czasie Nikołaj Czimpojesz z Mołdawii został nadzorcą obwodu i usługiwał w tym charakterze blisko 30 lat. Odwiedzał zbory oraz zajmował się organizowaniem powielania i rozprowadzania literatury biblijnej. Pierwszy Kirgiz został Świadkiem Jehowy w 1974 roku.

### Prawna rejestracja i rozwój działalności
27 marca 1991 roku Świadkowie Jehowy w całym Związku Radzieckim zostali prawnie zarejestrowani. W roku 1992 w zborze w Tokmoku Biejszenbaj Bierdibajew został pierwszym zamianowanym starszym pochodzenia kirgiskiego w kraju. W tym samym roku nad jeziorem Issyk-kul zorganizowano spotkanie dla osób ze wsi Czyrpykty oraz dwóch innych w którym uczestniczyło ponad 1000 osób zainteresowanych wierzeniami Świadków Jehowy. W roku 1993 na stadionie „Spartak” w Biszkeku odbył się kongres pod hasłem „Pouczani przez Boga”, w którym uczestniczyło 5678 osób, a 604 zostały ochrzczone. W 1994 roku rozpoczęto wydawanie publikacji biblijnych w języku kirgiskim.
30 kwietnia 1998 roku działalność Świadków Jehowy w Kirgistanie została zalegalizowana. W kraju działało wówczas 3076 głosicieli należących do 31 zborów.
W październiku 2004 roku muzułmanie zaatakowali grupę Świadków Jehowy, obrzucając ich kamieniami. W Kirgistanie działało wówczas 7 zborów kirgiskojęzycznych i ponad 30 rosyjskojęzycznych. W stolicy powstało Biuro Oddziału, do którego przeniesiono się z kazachskiego Biura Oddziału, a także zespół tłumaczący publikacje Świadków Jehowy z rosyjskiego. Miejscowe Biuro Oddziału nadzoruje tłumaczenie literatury biblijnej na język kirgiski.
Pomimo że wielu Świadków Jehowy wyjechało z Kirgistanu, to w roku 2005 liczba głosicieli przekroczyła 4000 osób w 39 zborach.
W sierpniu 2006 roku 72 delegatów brało udział w kongresie międzynarodowym pod hasłem „Wyzwolenie jest blisko!” w Chorzowie. Telewizja kirgiska zachęcała do nietolerancji religijnej i ataków na wolność religijną – kierowane głównie w odniesieniu do protestantów i Świadków Jehowy.
W 2007 roku zanotowano liczbę 4287 głosicieli. W 2008 roku wydano Chrześcijańskie Pisma Greckie w Przekładzie Nowego Świata (Nowy Testament) w języku kirgiskim.
W 2009 roku w Kirgistanie uchwalono ustawę przyznającą prawo do pełnienia służby zastępczej, która jak się jednak okazało odbywała się pod kontrolą wojskową. W rezultacie młodzi Świadkowie Jehowy odmawiali podjęcia takiej służby zastępczej, co spowodowało wniesienie kilku spraw karnych.
W roku 2010 językiem kirgiskim posługiwało się ponad 20 zborów i wiele grup, skupiających mniej więcej 40 procent spośród 4800 tutejszych Świadków Jehowy.
22 czerwca 2011 roku uchylono wyrok 7 lat więzienia dla dwóch Świadków. Młodzi mężczyźni zostali zwolnieni z aresztu po trwającym ponad dziewięć miesięcy uwięzieniu. W 2011 roku zanotowano liczbę 5013 głosicieli. W tym samym roku wydano Pismo Święte w Przekładzie Nowego Świata w języku kirgiskim.
19 listopada 2013 roku Konstytucyjna Izba Sądu Najwyższego w Kirgistanie jednogłośnie orzekła, że prawo dotyczące służby zastępczej było niezgodne z konstytucją i naruszało prawo do wolności wyznania. Sąd Najwyższy zwrócił się do rządu o zmianę prawa, tak by umożliwiało ono osobom, które ze względu na sumienie odmawiają pełnienia służby wojskowej pełnienie służby zastępczej zgodnie z ich przekonaniami. Orzeczenie z listopada 2013 roku przyznaje, że Świadkowie mieli uzasadnione powody do odrzucenia alternatywnej służby i nie próbowali unikać obywatelskiego obowiązku. Trybunał stwierdził również, że Świadkowie Jehowy byli gotowi do podjęcia zastępczej służby cywilnej, która byłaby zgodna z ich przekonaniami. Oczekuje się, że wszystkie sprawy karne nałożone na Świadków Jehowy zostaną ponownie rozpatrzone w harmonii ze znowelizowaną ustawą.
4 września 2014 roku Izba Konstytucyjna Sądu Najwyższego ogłosiła, że część prawa religijnego z roku 2008 jest niezgodna z konstytucją. Świadkowie Jehowy uzyskali prawo do swobodnego prowadzenia działalności religijnej również na południu Kirgistanu, gdzie przez ostatnie cztery lata wielokrotnie odmawiano im legalizacji. Dzięki temu mogli bez przeszkód prowadzić swoją działalność we wszystkich rejonach kraju.
Na południu kraju w dalszym ciągu jednak odmawiano Świadkom Jehowy możliwości rejestracji lokalnych organizacji religijnych między innymi w Narynie, Oszu i innych miejscowościach. 9 sierpnia 2015 roku w mieście Osz policja wtargnęła na zebranie religijne Świadków Jehowy, w którym uczestniczyło ponad 40 osób i pobiła jego uczestników. Świadkom zarzucano prowadzenie nielegalnej działalności religijnej. Sąd Miejski w Osz oddalił te zarzuty przyznając, że Świadkowie Jehowy są zarejestrowani zgodnie z prawem obowiązującym w Kirgistanie, a Sąd Okręgowy podtrzymał tę decyzję. Jednak mimo wielokrotnych starań 10 funkcjonariuszy odpowiedzialnych za pobicie nie stanęło przed sądem. Sprawa przeciwko policjantom z Oszu, wniesiona przez ich ofiary, jest nadal w toku.
29 czerwca 2015 roku rząd zmienił ustawę o służbie wojskowej, zatwierdzając zastępczą służbę cywilną, z której korzystają młodzi Świadkowie Jehowy. 29 października 2015 roku Sąd Okręgowy w Osz po rozprawie apelacyjnej podtrzymał wyrok uniewinniający dla dwóch kobiet będących Świadkami Jehowy.
24 października 2015 roku, przemówienie z okazji otwarcia rozbudowanego Biura Oddziału wygłosił członek Ciała Kierowniczego Stephen Lett. Programu i jego retransmisji następnego dnia wysłuchało przeszło 6000 osób z całego kraju.
W lutym 2016 roku przed Sądem Najwyższym toczyły się dwie sprawy z udziałem Świadków Jehowy, dotyczące wolności wyznania, stowarzyszania się i słowa. Anulował on uniewinnienie dwóch kobiet, będących Świadkami Jehowy i nakazał ponowne rozpatrzenie sprawy. W kwietniu 2016 roku Sąd Apelacyjny w mieście Osz umorzył postępowanie z uwagi na jego przedawnienie. W drugim postępowaniu, w marcu 2016 roku Sąd Najwyższy zamknął sprawę Nurlana Usupbajewa z Osz.
W sierpniu 2017 roku delegacja Świadków Jehowy z Kirgistanu uczestniczyła w kongresie specjalnym pod hasłem „Nie poddawaj się!” w kazachskim mieście Ałmaty. W roku 2017 działały 83 zbory oraz 25 grup. W lipcu 2018 roku w Tbilisi w Gruzji odbył się kongres specjalny pod hasłem „Bądź odważny!” z udziałem delegacji z Kirgistanu.
30 listopada 2018 roku Ministerstwo Sprawiedliwości Kirgistanu zarejestrowało biuro Świadków Jehowy w mieście Osz, drugim co do wielkości mieście w Kirgistanie. W 2019 roku osiągnięto liczbę 5300 głosicieli. W 2021 roku na uroczystości Wieczerzy Pańskiej zgromadziło się 11 297 osób.
2 grudnia 2021 roku Pierwomajskij Sąd Rejonowy w Biszkeku (Kirgistan) odrzucił wniosek prokuratury generalnej o uznanie 13 publikacji Świadków Jehowy za materiały o charakterze ekstremistycznym. 17 grudnia 2021 roku Prokuratura Generalna poinformowała, że nie wniesie odwołania.
7 grudnia 2021 roku 15 członków Komitetu Praw Człowieka ONZ jednogłośnie potępiło Kirgistan za to, że w trzech regionach kraju naruszył podstawowe prawo Świadków Jehowy do praktykowania swojej religii. 2 grudnia 2022 roku Centrum Badań nad Nowymi Religiami CESNUR zorganizowało międzynarodowe webinarium „W cieniu Rosji: Świadkowie Jehowy a wolność religijna w Azji Środkowej”, również dotyczące sytuacji Świadków Jehowy w Kirgistanie.
9 listopada 2024 roku Jeffrey Winder, członek Ciała Kierowniczego ogłosił wydanie zrewidowanego Pisma Świętego w Przekładzie Nowego Świata w języku kirgiskim. Z tej okazji zorganizowano specjalny program w miejscowym Biurze Oddziału, w którym uczestniczyło 147 osób, a dodatkowo 3044 osoby skorzystały z niego za pośrednictwem wideokonferencji.
Zebrania zborowe odbywają się w języku angielskim, chińskim, kirgiskim, rosyjskim, tureckim, ujgurskim, uzbeckim i rosyjskim migowym, a kongresy regionalne w języku kirgiskim i rosyjskim (do roku 2019 były organizowane w Biszkeku oraz w mieście Karakoł).